# Elacatinus rubrigenis
Elacatinus rubrigenis är en fiskart som beskrevs av Victor 2010. Elacatinus rubrigenis ingår i släktet Elacatinus och familjen smörbultsfiskar. Inga underarter finns listade i Catalogue of Life.